# Coelosia xolotli
Coelosia xolotli är en tvåvingeart som beskrevs av Soli 1997. Coelosia xolotli ingår i släktet Coelosia och familjen svampmyggor. Inga underarter finns listade i Catalogue of Life.